# Peter Sobotta
Peter Sobotta (født 11. januar 1987 i Zabrze i Polen) er en polsk født tysk professionel MMA-udøver, der konkurrerer i welterweight-divisionen i Ultimate Fighting Championship (UFC). Han har været professionel konkurrent siden 2004 og han har også tidligere konkurreret i KSW. Han er i Danmark mest kendt for at have besjeret danske Nicolas Dalby via enstemmig afgørelse, den 3. september 2016 på UFC Fight Night 93. 

## Baggrund
Sobotta blev født i Zabrze i Polen og voksede op i den lille tyske by Balingen. Hans barndomshelt var Jackie Chan, som inspirerede ham til at starte til kampsport og han startede med judo og derefter Kung Fu og Tae Kwon Do. Han startede herefter til Muay Thai og brasiliansk jiu-jitsu, da en MMA-skole åbnede i nærheden af hans hjemby. 

## MMA-karriere

### Tidlig karriere
Sobotta fik sin første professionelle MMA-kamp i en alder af 17, og han opbyggede en rekordliste på 8-1, hvor han konkurrerede for flere regionale organisationer i hele Europa, før han blev underskrevet af UFC i 2009.

### Ultimate Fighting Championship
Sobotta fik sin UFC-debut den 13. juni 2009 på UFC 99 mod Paul Taylor. Efter tre omgange tabte Sobotta via enstemmig afgørelse.
Sobotta var planlagt til at have sin anden UFC kamp mod DaMarques Johnson den 14. november 2009 på UFC 105, men på grund af et militært engagement for Sobotta blev kampen aflyst.  
I stedet slog Sobotta James Wilks den 12. juni 2010 på UFC 115 og tabte via enstemmig afgørelse (30-27, 30-28, 30-27). 
Han mødte derefter The Ultimate Fighter 7- vinderen Amir Sadollah den 13. november 2010 på UFC 122.  Han tabte kampen via enstemmig afgørelse og blev straks frigivet fra organisationen sammen med Goran Reljic og Seth Petruzelli . 
Efter tre år i uafhængige organisationer, hvor Sobotta vandt 5 kampe og fik en uafgjort blev han igen underskrevet af UFC. 
Sobotta mødte UFC-nykommeren Pawel Pawlak på UFC Fight Night 41 den 31. maj 2014.  Sobatta besejrede Pawlak via enstemmig afgørelse og fik dermed sin første UFC sejr. 
Sobotta skulle have mødt Sérgio Moraes den 11. april 2015 på UFC Fight Night 64.  Sobotta blev imidlertid tvunget ud af kampen på grund af en skade og blev erstattet af Gasan Umalatov. 
Kampen mod Moraes blev omlagt til 20. juni 2015 ved UFC Fight Night 69.  Den 9. juni blev kampen skrotet igen, da Moraes trak sig ud af uafklarede grunde. Han blev erstattet af UFC-nykommeren Steve Kennedy.  Sobotta vandt kampen via submission i første omgang. 
Sobotta mødte Kyle Noke den 15. november 2015 på UFC 193.  Han tabte kampen via TKO i første omgang efter at være blevet slået ned af et spark til kroppen og slag på gulvet. 
Sobotta skulle have mødt Dominic Waters den 8. maj 2016 på UFC Fight Night 87.  Men Sobotta trak sig ud af kampen i slutningen af marts på grund af en skade og blev erstattet af Leon Edwards. 
Sobotta mødte Nicolas Dalby den 3. september 2016 på UFC Fight Night 93.  Før kampen meddelte han, at han fremover ville repræsentere Jamaica i UFC, i stedet for at fortsætte med at vælge mellem Polen og Tyskland og fornærme den anden. Han planlægger at besøge sin nye nation for første gang i december.  Han vandt kampen via enstemmig afgørelse. 
Sobotta mødte Ben Saunders den 28. maj 2017 på UFC Fight Night 109 .  Han vandt kampen via TKO i anden omgang. 
Sobotta mødte Leon Edwards den 17. marts 2018 på UFC Fight Night 127.  Han tabte kampen via TKO i tredje omgang. 

## Privatliv
Sobotta blev født i Polen, men voksede op i Tyskland . Han valgte at bære det jamaicanske flag til sin indvejning til UFC Fight Night 109,  på trods af at han har dobbelt statsborgerskab i både Polen og Tyskland. Han forklarede på den efterfølgende UFC Fight Night 109 pressekonference, at årsagen til, at han valgte at bære det Jamaica flag, var at sende "One Love"-budskabet til verden. Den 9. december 2017 giftede han sig med sin kone, Lisa Sobotta, og de venter i øjeblikket et barn. 

## MMA-rekordliste
| Professionel rekordliste |          |            |
| 24 kampe                 | 17 sejre | 6 nederlag |
| Ved knockout             | 5        | 2          |
| Ved submission           | 10       | 1          |
| Ved afgørelse            | 2        | 3          |
| Uafgjorte                | 1        | 1          |